# Liste der schwedischen Abgeordneten zum EU-Parlament (2019–2024)
Die Liste der schwedischen Abgeordneten zum EU-Parlament (2019–2024) listet alle schwedischen Mitglieder des 9. Europäischen Parlaments nach der Europawahl in Schweden 2019 auf.

## Aktuelle Mandatsstärke der Parteien
- GUE/NGL: 1
- S&D: 5
- G/EFA: 3
- RE: 3
- EVP: 6
- EKR: 3

| Nationale Partei                              | Mandate | Fraktion |
| --------------------------------------------- | ------- | --- |
| Moderata samlingspartiet (M)                  | 04      | Fraktion der Europäischen Volkspartei (EVP) |
| Kristdemokraterna (KD)                        | 01      | Fraktion der Europäischen Volkspartei (EVP) |
| Folklistan                                    | 01      | Fraktion der Europäischen Volkspartei (EVP) |
| Sveriges socialdemokratiska arbetareparti (S) | 05      | Fraktion der Progressiven Allianz der Sozialdemokraten im Europäischen Parlament (S&D)                                                                   |
| Sverigedemokraterna (SD)                      | 03      | Europäische Konservative und Reformer (EKR) |
| Miljöpartiet de gröna (MP)                    | 03      | Die Grünen/Europäische Freie Allianz (G/EFA) |
| Centerpartiet (C)                             | 02      | Renew Europe (RE) |
| Liberalerna (L)                               | 01      | Renew Europe (RE) |
| Vänsterpartiet (V)                            | 01      | Konföderale Fraktion der Vereinten Europäischen Linken/Nordischen Grünen Linken (GUE/NGL)Die Linke im Europäischen Parlament – GUE/NGL (ab 1. Jan. 2021) |
| SUMME                                         | 21      | |

## Abgeordnete
| Bild | Name              | geb. | MEP seit      | Partei     | Fraktion | Kommentar                                                                                                 |
| ---- | ----------------- | ---- | ------------- | ---------- | -------- | --- |
|      | Abir Al-Sahlani   | 1976 | 2. Juli 2019  | C          | RE       | |
|      | Alice Bah Kuhnke  | 1971 | 2. Juli 2019  | MP         | G/EFA    | |
|      | Erik Bergkvist    | 1965 | 2. Juli 2019  | S          | S&D      | Verstorben am 20. Februar 2024, Nachrücker: Linus Glanzelius                                              |
|      | Malin Björk       | 1972 | 2. Juli 2019  | V          | GUE/NGL  | |
|      | Jakop Dalunde     | 1984 | 1. Feb. 2020  | MP         | G/EFA    | |
|      | Johan Danielsson  | 1982 | 2. Juli 2019  | S          | S&D      | Abgeordneter bis zum 29. November 2021, Nachrücker: Ilan de Basso                                         |
|      | Ilan de Basso     | 1969 | 13. Dez. 2021 | S          | S&D      | Nachrücker für Johan Danielsson                                                                           |
|      | Fredrick Federley | 1978 | 2. Juli 2019  | C          | RE       | Abgeordneter bis zum 12. Dezember 2020, Nachrückerin. Emma Wiesner                                        |
|      | Heléne Fritzon    | 1960 | 2. Juli 2019  | S          | S&D      | |
|      | Linus Glanzelius  | 1990 | 27. Feb. 2024 | S          | S&D      | Nachrücker für Erik Bergkvist                                                                             |
|      | Jytte Guteland    | 1979 | 2. Juli 2019  | S          | S&D      | Abgeordnete bis zum 25. September 2022, Nachrückerin: Carina Ohlsson                                      |
|      | Pär Holmgren      | 1964 | 2. Juli 2019  | MP         | G/EFA    | |
|      | Evin Incir        | 1984 | 2. Juli 2019  | S          | S&D      | |
|      | Karin Karlsbro    | 1970 | 2. Juli 2019  | L          | RE       | |
|      | Arba Kokalari     | 1986 | 2. Juli 2019  | M          | EVP      | |
|      | David Lega        | 1973 | 2. Juli 2019  | KD         | EVP      | |
|      | Peter Lundgren    | 1963 | 2. Juli 2019  | SD         | EKR      | |
|      | Johan Nissinen    | 1989 | 11. Okt. 2022 | SD         | EKR      | Nachrücker für Jessica Stegrud                                                                            |
|      | Carina Ohlsson    | 1957 | 26. Sep. 2022 | S          | S&D      | Nachrückerin für Jytte Guteland                                                                           |
|      | Jessica Polfjärd  | 1971 | 2. Juli 2019  | M          | EVP      | |
|      | Sara Skyttedal    | 1986 | 2. Juli 2019  | Folklistan | EVP      | bis 15. Februar 2024 Kristdemokraterna, danach unabhängig, Mitbegründerin von Folklistan am 8. April 2024 |
|      | Jessica Stegrud   | 1970 | 2. Juli 2019  | SD         | EKR      | Abgeordnete bis zum 25. September 2022, Nachrücker: Johan Nissinen                                        |
|      | Tomas Tobé        | 1978 | 2. Juli 2019  | M          | EVP      | |
|      | Jörgen Warborn    | 1986 | 2. Juli 2019  | M          | EVP      | |
|      | Charlie Weimers   | 1982 | 2. Juli 2019  | SD         | EKR      | |
|      | Emma Wiesner      | 1992 | 4. Feb. 2021  | C          | RE       | Nachrückerin für Fredrick Federley                                                                        |